# Половинка (Ханты-Мансийский автономный округ)
Половинка — посёлок сельского типа в Кондинском районе ХМАО. Входит в сельское поселение Половинка.

## Название
Своё название посёлок получил из-за своего местоположения на полпути между деревнями Тап и Учинья.

## География
Расположен в северо-западной части района в 23 км к востоку от Урая. Расстояние до районного центра Междуреченский составляет водным путём 117 км, автомобильным — 143 км по грунтовой дороге (в настоящее время строится дорога с твёрдым покрытием). С северной стороны протекает река Конда, в западной части по территории посёлка протекает река Большая Учинья, правый приток Конды. С западной, восточной и южной сторон к посёлку примыкают обширные заболоченные территории и участки, обнесённые мелкой сосной.

## История
В XIX веке на территории посёлка располагалось рыболовецкое угодье манси из рода Кауртаевых.
Развитие посёлка началось в связи с созданием на берегу Конды в 1936 году рыбозасолочного пункта, к 1942 году развившегося в крупное предприятие «Учинский рыбозавод». С 1956 года начала развиваться лесная промышленность. Работают 7 частных магазинов и рынок.

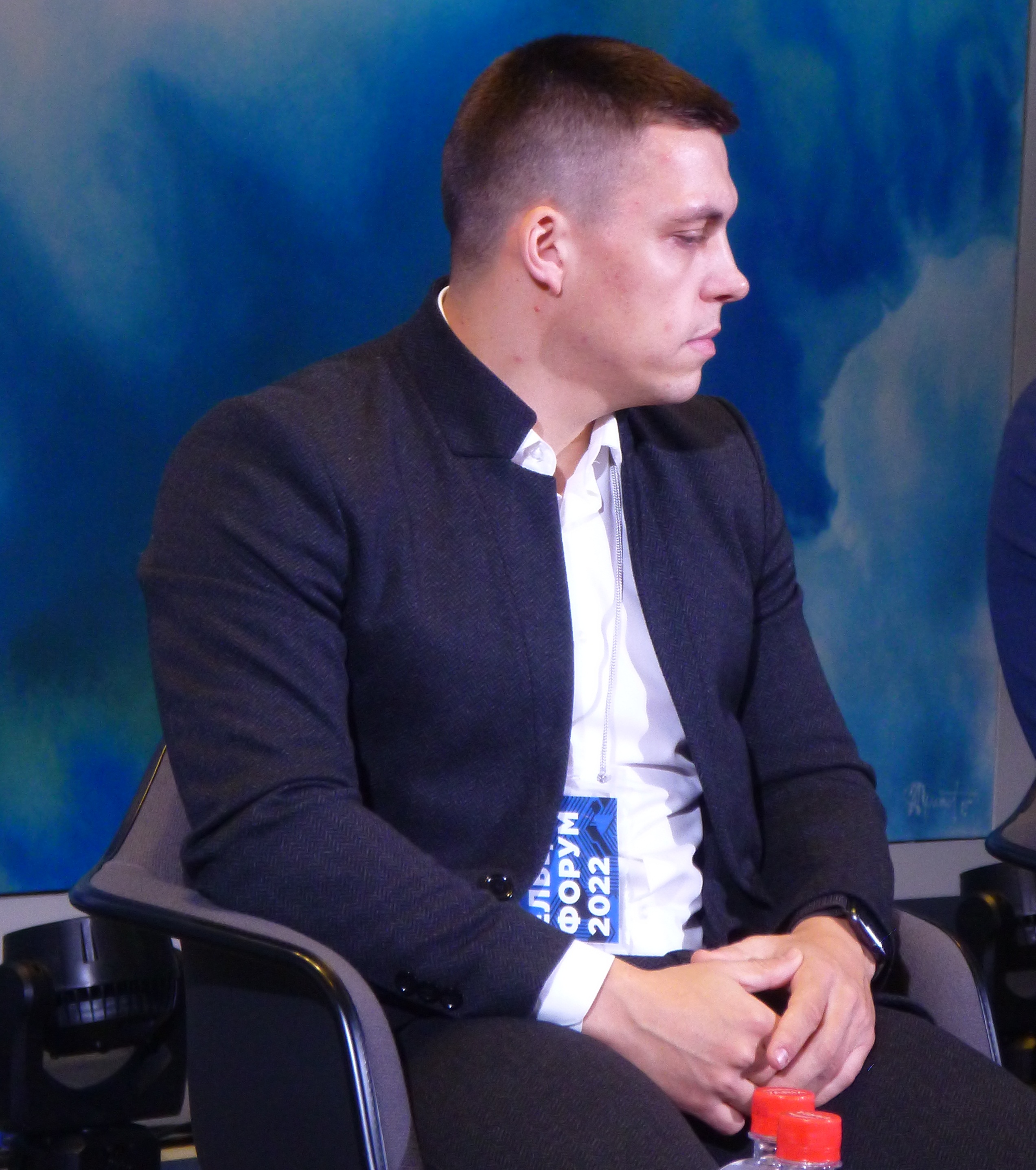
Александр Старжинский

В 2018 году главой Половинки был избран 24-х летний Александр Старжинский, который в результате этого попал в Книгу рекордов России как самый молодой глава российского сельского поселения.

## Население
| 2010  | 2012  | 2013  | 2014  | 2015  | 2016  | 2017  |
| ----- | ----- | ----- | ----- | ----- | ----- | ----- |
| 1350  | →1350 | ↗1363 | ↘1312 | ↘1257 | ↘1207 | ↘1160 |
| 2018  | 2019  | 2020  | 2021  |       |       |       |
| ↗1180 | ↘1177 | ↘1158 | ↗1249 |       |       |       |

## Инфраструктура
Поселковая застройка в основном представляет деревянные дома — одно- и двухэтажные, удовлетворительного состояния. Жилищный фонд на начало 2006 года составляет 24990 м², из них 7266 м² — частный жилой фонд и 8180 м² — ветхий и аварийный жилой фонд. Система улиц — прямоугольная. Дорожным покрытием улиц является естественное песчаное основание. Вдоль улиц в местах движения пешеходов проложены деревянные тротуары. Организованное озеленение практически не встречается. В посёлке отсутствует ливневая канализация. Мусороудаление осуществляется вывозом мусора на свалку в 1 км от посёлка. Там же располагается отстойник для слива жидких нечистот.
Коммунальные услуги населению оказывает МУП «Половинкинское ЖКХ». Централизованной системы сетей водотеплоснабжения и канализации не существует. Водопроводными сетями оборудованы в основном общественные здания, канализацией — только участковая больница и школа. Для обеспечения водоснабжением используются 4 артезианские скважины. Теплоснабжение осуществляется посредством как печного, так и частично централизованного отопления (3 котельные, работающие на дровах). Электроснабжение осуществляется от ЛЭП ОАО «ЮРЭСК». Сетевое газоснабжение также отсутствует; имеется склад для хранения газовых баллонов.
В посёлке имеются школа-сад на 400 человек (средняя общеобразовательная школа и два детских сада, в настоящее время располагающихся все в одном здании), дом культуры и сельская библиотека, а также муниципальная участковая Половинкинская больница.

## Достопримечательности
- Мемориальный комплекс в память о погибших в Великой Отечественной войне.
- Учинский этнографический музей (ул. Рыбников, 8), основанный Анатолием Николаевичем Хомяковым (открылся для посещения в 1990 году). В настоящее время фонды музея насчитывают свыше 6000 экспонатов (нумизматика, археологические находки, предметы быта и культуры коренных народов и переселенцев XIX века). В 2000 году музею выделено 380 гектар под парк-музей, в котором располагаются 54 памятника древних поселений, выявленных в 1993 году археологами Уральского государственного университета (г. Екатеринбург). Также в музее под открытым небом по описаниям Хомякова выполнены в натуральную величину постройки коренных народов Севера конца XIX — начала XX веков.